# Iveco Czech Republic
Iveco Czech Republic, a.s. ist ein tschechischer Omnibushersteller von Iveco Bus mit Sitz in Vysoké Mýto. Das Unternehmen entstand aus dem 1951 gegründeten Staatsbetrieb Karosa, der über Jahrzehnte in der Tschechoslowakei das Monopol für Omnibusse trug. Den Namen Iveco Czech Republic trägt das Unternehmen seit dem 1. Januar 2007. Seit 2013 benutzt der Konzern Iveco, zu dem das Unternehmen gehört, nur noch die Marke Iveco Bus. Die davor ab 2003 benutzte Marke Irisbus von Renault wurde eingestellt.
2013 wurden in Vysoké Mýto 3165 Busse hergestellt, 90 Prozent davon wurden exportiert.